# Torii Mototada
En aquest nom japonès, el cognom és Torii.
Torii Mototada (鳥居元忠, 1539 - 8 de setembre de 1600) va ser un samurai japonès que va viure al període Sengoku i a finals del període Azuchi-Momoyama de la història del Japó, va servir a Tokugawa Ieyasu. Torii va morir al setge de Fushimi on la seva fortalesa va ser destruïda per l'exèrcit d'Ishida Mitsunari. La negativa de Torii a rendir-se fins i tot quan el seu exèrcit era sobrepassat en gran per l'exèrcit enemic va canviar la història del Japó, permetent que Tokugawa s'escapés i guanyés la batalla de Sekigahara.